# 애정결핍이 두 남자에게 미치는 영향
《애정결핍이 두 남자에게 미치는 영향》은 2006년 공개된 대한민국의 코미디 영화이다. 김성훈 감독의 데뷔작으로, 백윤식과 봉태규가 출연한다.

## 줄거리
홀아비 동철동은 외아들 동현과 함께 살고 있다. 동철동은 기업들의 비도덕적 행위를 폭로하며 돈을 벌고, 남는 시간에는 화장지 길이를 재는 등 사소한 일에 집착하며 소송을 걸 빌미를 찾는다. 그의 아들 동현 역시 원하는 것을 얻기 위해 수단과 방법을 가리지 않는 폭력적인 인물이다. 이 두 남자의 삶은 이혼한 여성 오미미가 그들의 집에 세 들어 살게 되면서 큰 변화를 맞이한다. 아버지와 아들 모두 오미미에게 사랑을 느끼고, 그녀의 마음을 얻기 위해 서로를 경쟁 상대로 여기며 갈등을 겪게 된다.

## 배역
- 백윤식 : 구두쇠 아버지 역
- 봉태규 : 현이 역
- 이혜영 : 미미 역
- 안길강 : 빵집남 역
- 정우 : 무식이 역
- 도윤주 : 세탁남 역
- 우현 : 슈퍼남 역
- 황석정 : 슈퍼녀 역